# Bektashis
Os bektashis (em turco: Bektaşiler) são os membros de uma ordem sufi (tariqat) do islamismo, o bektashismo (Bektaşilik), considerado um ramo distinto do xiismo duodecimano. Foi fundado no século XIII pelo santo islâmico Hacı Bektaş-ı Veli.
A ordem bektashi foi muito influenciada, durante seu período de formação, tanto pelo missionário hurufita Ali al-'Ala, do século XV, como pelo movimento sufi qalandar, que assumiu diversas formas na Anatólia do século XIII. A ordem foi reorganizada pelo sultão Balim, no século XVI.
A veneração do imame Ali é central à fé bektashi, e que partilham com os xiitas alevitas e duodecimanos.
O bektashismo é considerado uma mescla de diversos conceitos do xiismo e do sufismo, embora a ordem também apresente rituais e doutrinas únicas. Os bektashis sempre tiveram grande influência e atraíram o interesse da elite intelectual otomana, assim como do seu campesinato.
O bektashismo e o alevismo estão muito relacionados, em termos tanto de filosofia quanto de cultura. Na Turquia atual, em especial, são tidos geralmente como parte de uma cultura integrada, alevita-bektashi. Na Albânia e no Kosovo, territórios ocupados por muito tempo pelos otomanos, o bektashismo evoluiu, ao longo do século XX, até tornar-se um ramo distinto do islã, à maneira do sunismo, em vez de se manter como uma ordem sufi tradicional.